# 9M729
Le 9M729 est un missile de croisière lancé depuis le sol développé par la Russie. Son nom de code OTAN est SSC-8. Ce missile est intégré au système de missiles Iskander pour lequel plusieurs missiles, balistiques ou de croisière, ont été développés par les Russes.
Le missile 9M729 est au centre d'une polémique relative à sa portée entre les États-Unis et la Russie. Les premiers affirment que ce missile de croisière a une portée très supérieure à 500 km, ce qui le rend incompatible avec le traité sur les forces nucléaires à portée intermédiaire (traité FNI) signé par ces deux États en 1987. Les Russes affirment que ce n'est pas le cas. Le désaccord persistant entre les deux parties se conclut par le retrait des États-Unis, rapidement imités par la Russie, de ce traité en août 2019.

## Caractéristiques

### Données russes
De source officielle russe, en la personne du général Mikhaïl Matveïevski, Commandant des forces de missiles et d'artillerie, le missile 9M729 est une version modernisée du missile 9M728, faisant partie du système Iskander-K, et dont la portée de 480 km a été confirmée pendant les manœuvres Zapad-2017. Sa longueur est de 8 m et son diamètre de 53 cm. Les ailes qui se déploient après éjection du tube de lancement ont une envergure de 3 m. Sa masse au décollage est de 2,3 tonnes et la masse de son ogive est comprise entre 400 et 500 kg. 

### Données occidentales
Selon les informations publiées aux États-Unis, le 9M729 serait dérivé du missile de croisière naval Kalibr 3M-14/3M-54 (codes OTAN SS-N-27 et SS-N-30A), en service dans la marine russe et qui peut être lancé depuis un navire de surface ou un sous-marin. Sa portée, variable selon les versions, peut atteindre 2 500 km,,,.

## Déploiement
En février 2017, de source américaine officielle, la Russie a déployé deux bataillons de missiles SSC-8. L'un a été déployé sur le champ d'essai des missiles Kapustin Yar, en Russie, dans le sud-ouest de la Russie. Le second a été déplacé en décembre 2016 de Kapustin Yar vers une base opérationnelle inconnue. Chaque bataillon comprend quatre lanceurs et chaque lanceur reçoit six missiles. À fin décembre 2018, la Russie a produit moins de 100 missiles SSC-8.

## Violation du traité FNI
Les États-Unis affirment depuis 2014 que le missile viole le traité FNI au regard de l'interdiction qui y est faite de tester et a fortiori de mettre en service des missiles balistiques ou de croisière tirés depuis le sol et dont la portée est comprise entre 500 km et 5 500 km.
L'OTAN apporte en 2018 son soutien formel à ces accusations américaines.

### Position des États-Unis
Bien que le traité FNI interdise tous les systèmes de missiles au sol d'une portée comprise entre  500 km et 5 500 km, il permet de tester des missiles à partir d'un lanceur fixe dans cet intervalle de portée, dès lors qu'il ne sont pas destinés à être déployés opérationnellement au sol mais lancés depuis un navire ou un avion.
Le 30 novembre 2018, le Directeur du renseignement national des États-Unis affirme : « La Russie a d'abord testé en vol le 9M729 à des distances bien supérieures à 500 km d'un lanceur fixe, puis a testé le même missile à des portées inférieures à 500 km à partir d'un lanceur mobile. En combinant les deux types de tests, la Russie a pu développer un missile d'une portée interdite par le traité FNI et qui est lancé à partir d'une plate-forme mobile au sol. »

### Position de la France
En 2019, la France affirme publiquement à son tour qu'après « une évaluation nationale, autonome et indépendante », elle arrive à la conclusion que « la Fédération de Russie développe en effet un missile spécifique, le missile 9M729 – ou SSC-8 dans la nomenclature de l’OTAN – en violation du traité FNI ».

## Sources

## Compléments